# Mohamed Awal
Mohamed Awal (Accra, 1º maggio 1988) è un calciatore ghanese, centrocampista svincolato.

## Carriera

### Nazionale
Ha partecipato a due edizioni della Coppa d'Africa, nel 2013 e nel 2015; più in generale, a cavallo tra questi due stessi anni ha giocato in tutto 6 partite con la nazionale ghanese, con cui ha anche segnato un gol.

## Statistiche

### Presenze e reti nei club
| Stagione               | Club                   | Campionato             | Campionato | Campionato | Coppe nazionali | Coppe nazionali | Coppe nazionali | Coppe continentali | Coppe continentali | Coppe continentali | Supercoppe | Supercoppe | Supercoppe | Totale | Totale |
| Stagione               | Club                   | Comp                   | Pres       | Reti       | Comp            | Pres            | Reti            | Comp               | Pres               | Reti               | Comp       | Pres       | Reti       | Pres   | Reti   |
| ---------------------- | ---------------------- | ---------------------- | ---------- | ---------- | --------------- | --------------- | --------------- | ------------------ | ------------------ | ------------------ | ---------- | ---------- | ---------- | ------ | ------ |
| 2018-2019              | Ansar                  | PD                     | 9          | 0          | CL              | 0               | 0               | -                  | -                  | -                  | -          | -          | -          | 9      | 0      |
| 2019-2020              | Wolkite City           | PL                     | 26         | 11         | CE              | 0               | 0               | -                  | -                  | -                  | -          | -          | -          | 26     | 11     |
| 2020-2021              | Gokulam Kerala         | IL                     | 14         | 0          | -               | -               | -               | -                  | -                  | -                  | -          | -          | -          | 14     | 0      |
| 2021-2022              | Sreenidi Deccan        | IL                     | 18         | 0          | -               | -               | -               | -                  | -                  | -                  | -          | -          | -          | 18     | 0      |
| 2022-2023              | Sreenidi Deccan        | IL                     | 21         | 1          | SC              | 1               | 0               | -                  | -                  | -                  | -          | -          | -          | 22     | 1      |
| Totale Sreenidi Deccan | Totale Sreenidi Deccan | Totale Sreenidi Deccan | 39         | 1          |                 | 1               | 0               |                    | -                  | -                  |            | -          | -          | 40     | 1      |
| Totale Carriera        | Totale Carriera        | Totale Carriera        | 88         | 12         |                 | 1               | 0               |                    | -                  | -                  |            | -          | -          | 89     | 12     |

### Cronologia presenze e reti in nazionale
| Cronologia completa delle presenze e delle reti in nazionale ― Ghana | Cronologia completa delle presenze e delle reti in nazionale ― Ghana | Cronologia completa delle presenze e delle reti in nazionale ― Ghana | Cronologia completa delle presenze e delle reti in nazionale ― Ghana | Cronologia completa delle presenze e delle reti in nazionale ― Ghana | Cronologia completa delle presenze e delle reti in nazionale ― Ghana | Cronologia completa delle presenze e delle reti in nazionale ― Ghana | Cronologia completa delle presenze e delle reti in nazionale ― Ghana |
| Data                                                                 | Città                                                                | In casa                                                              | Risultato                                                            | Ospiti                                                               | Competizione                                                         | Reti                                                                 | Note                                                                 |
| -------------------------------------------------------------------- | -------------------------------------------------------------------- | -------------------------------------------------------------------- | -------------------------------------------------------------------- | -------------------------------------------------------------------- | -------------------------------------------------------------------- | -------------------------------------------------------------------- | -------------------------------------------------------------------- |
| 9-2-2013                                                             | Port Elizabeth                                                       | Mali                                                                 | 3 – 1                                                                | Ghana                                                                | Coppa d'Africa 2013 - Finale 3º posto                                | -                                                                    |                                                                      |
| 19-1-2015                                                            | Mongomo                                                              | Ghana                                                                | 1 – 2                                                                | Senegal                                                              | Coppa d'Africa 2015 - 1º turno                                       | -                                                                    |                                                                      |
| Totale                                                               |                                                                      | Presenze                                                             | 2                                                                    |                                                                      | Reti                                                                 | 0                                                                    |                                                                      |

## Palmarès

### Club

#### Competizioni nazionali
- Campionato ivoriano: 1

ASEC Mimosas: 2010
- Ghana Premier League: 1

Asante Kotoko: 2011-2012
- Campionato marocchino: 1

Raja Casablanca: 2013
- I-League: 1

Gokulam Kerala: 2020-2021